# Blære (Vesthimmerlands Kommune)
 For alternative betydninger, se Blære. (Se også artikler, som begynder med Blære)
Blære er en kirkelandsby og en tidligere stationsby, adskilt af ½ km åbent land. Området er beliggende i Himmerland 23 km sydøst for Løgstør, 17 km sydvest for Nibe, 30 km nordøst for Hvalpsund og 8 km nord for Aars. Blære hører til Vesthimmerlands Kommune og ligger i Region Nordjylland. I 1970-2006 hørte Blære til Aars Kommune.
Blære hører til Blære Sogn. Blære Kirke ligger ret ensomt i landsbyen.

## Faciliteter
- Blære Friskole & Børnehus ligger i det tyndt befolkede område syd for kirken, hvilket giver mulighed for store udearealer på ca. 4 ha med to sportspladser og en lille skov. Skolen har 62 elever, fordelt på 0.-9. klassetrin, og tilbyder Folkeskolens afgangsprøve.
- Skolens ældste bygning fra 1927 er totalrenoveret og har egen legeplads. Her findes børnehuset Boblen med vuggestue og børnehave til 40 børn i den ene ende og SFO med ca. 25 børn i den anden. Skolen og børnehuset har tilsammen 21 ansatte.
- I 2014 blev Blære Multihal med hal, fitnesscenter og cafe indviet.
- Blære Idrætsforening blev stiftet i 1944 og har omkring 500 deltagere i badminton, håndbold, gymnastik og en række andre aktiviteter. Foreningen har klubhus ved sportspladserne.
- I 2003 blev Blære kåret som "Årets børneby". I den forbindelse fik byen 30.000 kr., som sammen med lokalt indsamlede midler gav mulighed for en multibane og en naturlegeplads, der blev indviet i 2004. I 2010 blev der etableret strandhåndboldbane og krolfbane i forbindelsen med naturlegepladsen, og der er etableret bålpladser med borde og bænke.
- Blære Forsamlingshus har en stor sal på ca. 90 m², hvor der kan dækkes til 120 personer og en lille sal på ca. 40 m², hvor der kan dækkes til 40 personer.

## Historie
I 1901 omtales Blære således: "Blære, ved Landevejen, med Kirke, Præstegd., Skole, Forsamlingshus (opf. 1883), Sparekasse for B.-Ejdrup S. (opr. 11/8 1871...Antal af Konti 239), Andelsmejeri, Købmandsforretn. og Jærnbanest.;"
Ejdrup Sogn var anneks til Blære Sogn og havde altså ikke egen præst. Blære-Ejdrup pastorat blev til Blære-Ejdrup sognekommune, der fungerede indtil kommunalreformen i 1970, hvor den blev delt mellem Aars Kommune og Nibe Kommune.

### Blære Stationsby
Blære fik station på Aars-Nibe-Svenstrup Jernbane (1899-1969), som i 1910 blev forlænget fra Aars til Hvalpsund. Stationen havde kombineret overhalings- og læssespor ud for perronen samt sidespor til en grusgrav.
Stationen lå 1 km sydøst for kirken. Omkring stationen opstod Blære Stationsby, som fik flest indbyggere, men aldrig voksede sammen med landsbyen, som nu også blev kaldt Gammel Blære. Det lave målebordsblad fra 1900-tallet viser at stationsbyen havde telefoncentral og andelsmejeri. Hertil kom senere foderstofforretning og brugsforening. I dens lokaler kom der senere købmandsforretning og endnu senere antik- og genbrugsforretning, som nu også er lukket.
Stationsbygningen er bevaret på Gl. Blærevej 7 med varehus, læsserampe og perronkant. Naturstien Nibe-Hvalpsund blev anlagt i 2009 og passerer stationsbyen på Hvalpsundbanens nedlagte banetracé. ½ km sydvest for stationen kan man fra stien se Blærekisten, en stenkiste fra slutningen af Stenalderen. Længere ind mod Aars er banestien også en planetsti, der med skulpturer visualiserer Solens og planeternes afstande fra hinanden.